# Europa Cup i ishockey 1978-79
Europa Cup 1978-79 var den 14. udgave af Europa Cuppen i ishockey, arrangeret af International Ice Hockey Federation, og turneringen med deltagelse af 19 hold blev spillet i perioden fra efteråret 1978 til august 1979.
Turneringen blev vundet af HK CSKA Moskva fra Sovjetunionen, som i gik ubesejret gennem finalerunden og dermed vandt titlen for anden sæson i træk foran TJ Poldi SONP Kladno fra Tjekkoslovakiet. Tredjepladsen gik til Ässät fra Finland, mens Skellefteå AIK fra Sverige måtte nøjes med fjerdepladsen. Det var tiende gang, at turneringen blev vundet af et sovjetisk hold, og det var niende gang, at HK CSKA Moskva vandt titlen.

## Format og hold
De nationale mestre i sæsonen 1977-78 i IIHF's medlemslande i Europa kunne deltage i turneringen, der for første gang havde deltagelse af et hold fra Spanien.
Turneringen blev afviklet som en cupturnering, hvor alle opgør bortset fra finalen blev spillet over to kampe, idet holdene mødtes på både hjemme- og udebane, Opgørene blev afgjort i form at summen af resultaterne af de to kampe, og hvis stillingen var uafgjort, blev opgøret afgjort i straffeslagskonkurrence umiddelbart efter den anden kamp. Som noget nyt spillede de fire bedste hold en finalerunde i alle-mod-alle-format.
| - CH Casco Viejo Bilbao - Feenstra Flyers - EHC Biel-Bienne - ATSE Graz - Ferencvárosi TC - Gap HC - HC Bolzano - Rødovre SIK - IL Manglerud/Star - Spartak-Levski Sofia | - HK Jesenice - CSA Steaua Bucuresti - SC Dynamo Berlin - Podhale Nowy Targ - SC Riessersee - Ässät - Skellefteå AIK - HK CSKA Moskva - TJ Poldi SONP Kladno |

## Resultater

### Første runde
SC Riessersee var oversidder i første runde.
| Datoer | Datoer | Hjemmehold i 1.kamp   | Hjemmehold i 2.kamp  | Total | 1.kamp | 2.kamp |
| ------ | ------ | --------------------- | -------------------- | ----- | ------ | ------ |
|        |        | CH Casco Viejo Bilbao | Feenstra Flyers      | 5−30  | 3−9    | 12−21  |
| 23.9.  | 30.9.  | ATSE Graz             | Ferencvárosi TC      | 9−4   | 4−1    | [0]5−3 |
| 20.9.  | 26.9.  | HC Gap                | HC Bolzano           | 09−23 | 4−8    | 15−15  |
|        |        | Rødovre SIK           | IL Manglerud/Star    | 5−9   | 2−2    | 3−7    |
|        |        | CSA Steaua Bucuresti  | Spartak-Levski Sofia | 13−31 | 6−1    | 7−2    |
|        |        | SC Dynamo Berlin      | Podhale Nowy Targ    | 17−13 | 5−6    | 2−7    |
| 12.9.  | 23.9.  | EHC Biel-Bienne       | HK Jesenice          | 22−70 | 15−1   | 7−6    |

### Anden runde
| Datoer | Datoer | Hjemmehold i 1.kamp  | Hjemmehold i 2.kamp | Total    | 1.kamp | 2.kamp |
| ------ | ------ | -------------------- | ------------------- | -------- | ------ | ------ |
|        |        | Feenstra Flyers      | SC Riessersee       | 19−13    | 3−3    | 16−10  |
| 4.10.  | 10.10. | CSA Steaua Bucuresti | EHC Biel-Bienne     | [0]10−10 | 8−5    | 2−5    |
|        |        | HC Bolzano           | ATSE Graz           | 4−9      | 1−3    | 3−6    |
|        |        | IL Manglerud/Star    | Podhale Nowy Targ   | 14−16    | 2−3    | 12−13  |

### Tredje runde
| Datoer | Datoer | Hjemmehold i 1.kamp | Hjemmehold i 2.kamp  | Total | 1.kamp | 2.kamp |
| ------ | ------ | ------------------- | -------------------- | ----- | ------ | ------ |
|        |        | ATSE Graz           | SC Riessersee        | 12−11 | 8−7    | 4−4    |
|        |        | Podhale Nowy Targ   | CSA Steaua Bucuresti | 6−2   | 3−1    | 3−1    |

### Fjerde runde
Finland og Sveriges repræsentater trådte ind i turneringen i fjerde runde, hvor de fire hold spillede om to ledige pladser i finalerunden.
| Dato | Kamp           | Kamp              | Res. |
| ---- | -------------- | ----------------- | ---- |
|      | Ässät          | Podhale Nowy Targ | 7−2  |
| -    | Skellefteå AIK | ATSE Graz         | w.o. |

### Finalerunde
Finalerunden havde deltagelse af fire hold, de to vindere fra fjerde runde samt Sovjetunionen og Tjekkoslovakiets repræsentanter, der trådte ind i turneringen i denne runde, som spillede en enkeltturnering alle-mod-alle i Olympiahalle i Innsbruck, Østrig.
Den afgørende kamp mellem HK CSKA Moskva og TJ Poldi Kladno fungerede endvidere som finale i Europa Cup 1977-78.
| Dato  | Kamp                 | Kamp                 | Res.  | Perioder      |
| ----- | -------------------- | -------------------- | ----- | ------------- |
| 26.8. | TJ Poldi SONP Kladno | Ässät                | 8−3   | 1-2, 3-0, 4-1 |
| 26.8. | HK CSKA Moskva       | Skellefteå AIK       | 6−1   | 3-1, 1-0, 2-0 |
| 27.8. | Skellefteå AIK       | TJ Poldi SONP Kladno | 4−4   | 1-0, 2-2, 1-2 |
| 27.8. | HK CSKA Moskva       | Ässät                | 12−31 | 3-1, 5-0, 4-2 |
| 29.8. | Ässät                | Skellefteå AIK       | 3−2   | 2-0, 0-2, 1-0 |
| 29.8. | HK CSKA Moskva       | TJ Poldi SONP Kladno | 3−1   | 1-0, 0-0, 2-1 |

| Hold                 | Kampe | Mål   | Point |
| -------------------- | ----- | ----- | ----- |
| HK CSKA Moskva       | 3     | 21−51 | 6     |
| TJ Poldi SONP Kladno | 3     | 13−10 | 3     |
| Ässät                | 3     | 09−22 | 2     |
| Skellefteå AIK       | 3     | 17−13 | 1     |